# Сефоронг
Сефоронг (англ. Seforong) — одна з місцевих громад, що розташована в районі Цгутінг, Лесото. Населення місцевої громади у 2006 році становило 9 720 осіб.